# Necrolestes
Necrolestes (del griego "ladrón de tumbas" o "ladrón de los muertos") es un enigmático género de mamífero extinto, de difícil clasificación taxonómica, que vivió a principios del Mioceno de Suramérica.
Cerca de un tercio del esqueleto del animal - incluyendo la mayor parte del cráneo - ha sido hallado como huesos desarticulados de varios individuos. La mandíbula se curva hacia la punta, posiblemente para sostener un apéndice carnoso similar a los tentáculos sensitivos del topo nariz de estrella. Necrolestes es asimismo reconstruido como una criatura parecida a un topo. Probablemente se alimentaba de insectos o lombrices.
La especie tipo, N. patagonensis, fue nombrada y descrita por el conocido naturalista argentino Florentino Ameghino en 1891, a partir de restos de edad Santacrucense, que comprendían dientes y un resto izquierdo de mandíbula inferior, considerándolo como de algún género de Insectivora. Una segunda especie, N. mirabilis ha sido descrita del Mioceno argentino, en la zona de Gran Barranca (Barranca sur del lago Colhue Huapi) Departamento de Sarmiento, provincia del Chubut, y pese a ser algo más antigua que la especie tipo (de edad Colhueapense), es algo mayor y parece ser tan especializada como N. patagonensis, según se desprende del análisis de sus restos dentales.

## Taxonomía
Su clasificación aún no está bien resuelta debido a que era altamente apomórfico y tenía una anatomía distinta a la cualquier otro mamífero conocido, vivo o extinto. Es posible que pertenezca al mismo linaje que los marsupiales, Metatheria. Por otro lado, la posibilidad de que fuera un euterio no puede ser excluida basándose en los datos actualmente disponibles, dado que, cuando era un continente independiente, Suramérica tuvo varios linajes endémicos de mamíferos tanto marsupiales como placentarios. Un análisis filogenético realizado por Rougier et al. (2012) encontró que Necrolestes tiene una inesperada posición filogenética como un mamífero no terio que pertenecía al clado Meridiolestida y estaba particularmente relacionado de cerca con los géneros Cronopio y Leonardus; si esto se confirma convertiría a Necrolestes en el miembro más reciente conocido de este grupo. Los propios meridioléstidos fueron clasificados en principio como miembros del clado Dryolestida, pero el análisis de Rougier et al. (2012) los encuentra como algo más cercanamente relacionados con los mamíferos placentarios, marsupiales y los anfitéridos que a los miembros de Dryolestida.

### Filogenia
El siguiente cladograma sigue el estudio de Rougier, Wible, Beck y Apesteguía de 2012:

|  | Leonardus                                                |
|  |                                                          |
|  | \| \| Cronopio \| \| \| \| \| \| Necrolestes \| \| \| \| |
|  |                                                          |
|  | Cronopio                                                 |
|  |                                                          |
|  | Necrolestes                                              |
|  |                                                          |

|  | Cronopio    |
|  |             |
|  | Necrolestes |
|  |             |

|  | Peligrotherium                                                  |
|  |                                                                 |
|  | \| \| Mesungulatum \| \| \| \| \| \| Coloniatherium \| \| \| \| |
|  |                                                                 |
|  | Mesungulatum                                                    |
|  |                                                                 |
|  | Coloniatherium                                                  |
|  |                                                                 |

|  | Mesungulatum   |
|  |                |
|  | Coloniatherium |
|  |                |

|  | Peligrotherium                                                  |
|  |                                                                 |
|  | \| \| Mesungulatum \| \| \| \| \| \| Coloniatherium \| \| \| \| |
|  |                                                                 |
|  | Mesungulatum                                                    |
|  |                                                                 |
|  | Coloniatherium                                                  |
|  |                                                                 |

|  | Mesungulatum   |
|  |                |
|  | Coloniatherium |
|  |                |

|  | Leonardus                                                |
|  |                                                          |
|  | \| \| Cronopio \| \| \| \| \| \| Necrolestes \| \| \| \| |
|  |                                                          |
|  | Cronopio                                                 |
|  |                                                          |
|  | Necrolestes                                              |
|  |                                                          |

|  | Cronopio    |
|  |             |
|  | Necrolestes |
|  |             |

|  | Peligrotherium                                                  |
|  |                                                                 |
|  | \| \| Mesungulatum \| \| \| \| \| \| Coloniatherium \| \| \| \| |
|  |                                                                 |
|  | Mesungulatum                                                    |
|  |                                                                 |
|  | Coloniatherium                                                  |
|  |                                                                 |

|  | Mesungulatum   |
|  |                |
|  | Coloniatherium |
|  |                |

|  | Peligrotherium                                                  |
|  |                                                                 |
|  | \| \| Mesungulatum \| \| \| \| \| \| Coloniatherium \| \| \| \| |
|  |                                                                 |
|  | Mesungulatum                                                    |
|  |                                                                 |
|  | Coloniatherium                                                  |
|  |                                                                 |

|  | Mesungulatum   |
|  |                |
|  | Coloniatherium |
|  |                |